# Colostygia pectinataria
Colostygia pectinataria, conocida (en inglés) como "alfombra verde" o también (en francés) como "Cidaria verdosa", es una especie de polilla perteneciente a la familia Geometridae, descrita por primera vez por el entomólogo aleman August Wilhelm Knoch en 1781. Se encuentra distribuido en Europa.

## Descripción
Las mariposas alcanzan una envergadura de aproximadamente 22 a 28 milímetros (0,9 a 1,1 plg). El intenso color verde a azul verdoso de las alas anteriores es característico de esta especie. Las marcas alares muestran la siguiente secuencia de colores: una pequeña región en la base del ala es verde parduzco, la región basal adyacente es verde más claro. La región discal es amplia y fuertemente aserrada y de color verde oscuro. La región postdiscal pasa de blanquecina a verdosa, y la región submarginal es verde parduzco. Presenta tres manchas distintivas de color negro parduzco en el margen anterior del ala, así como manchas individuales en el margen interno y cerca del ápice. 
Las mariposas recién nacidas ocasionalmente presentan un color base blanquecino, amarillento o rosado. Las alas posteriores presentan un brillo blanco grisáceo con líneas transversales poco definidas. Las antenas de los machos son peinadas, mientras que las de las hembras son filiformes.

### Oruga
Las orugas adultas son de color marrón, tienen una fina línea dorsal negra y chevrones oscuros.

## Distribución
C. pectinataria es una especie paleártica presente en la península ibérica, atravesando Europa Occidental y central, incluyendo las Islas Británicas, hacia el este hasta los montes Altái. En Fenoscandia, alcanza el círculo polar ártico. Hacia el sur, su área de distribución se extiende desde el Mediterráneo occidental, atravesando la península balcánica, hasta la región del mar Negro y el Cáucaso. En las montañas, aún se puede encontrar a altitudes superiores a los 2000 metros. Prefiere los bosques de llanura aluvial y páramos, los bordes de bosques frondosos y los brezales húmedos.

## Ciclo de vida

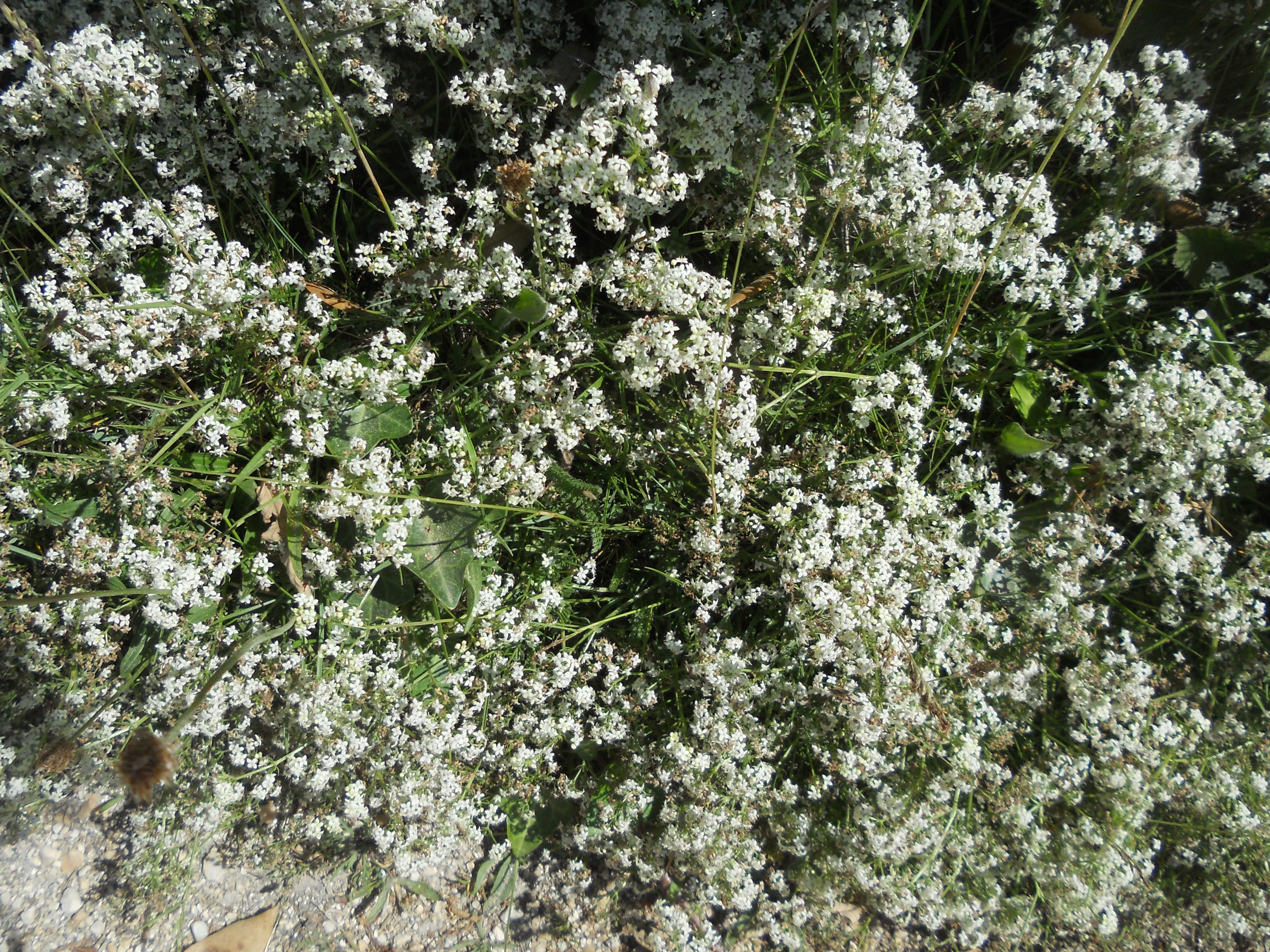
Especie de galio en Inglaterra.

La polilla se encuentra en diversos biotopos, como páramos, terrenos pantanosos y bosques. Las orugas son polífagas, pero prefieren las hojas de especies de espino blanco (Crataegus) o galio (Galium), pero también de especies Rumex y Lamium. Las polillas vuelan de noche entre junio y julio.
Las polillas vuelan bivoltinamente de abril a septiembre, con periodos de vuelo intergeneracionales que se sobreponen. Son predominantemente nocturnas y vuelan hacia fuentes de luz artificial. Durante el día, se les ve descansar en troncos de árboles o en la vegetación y pasan el invierno. La pupación ocurre en un capullo en el suelo.
Los patrones de voltinismo entre las polillas ha estado cambiando en respuesta al cambio climático, con una mayor incidencia de crías múltiples por año. Colostygia pectinataria es una de las especies en la que se ha observado un aumento en el tamaño de las segundas generaciones, en relación con la primera cría, desde la década de 1970.